# Darè
Darè é uma comuna italiana da região do Trentino-Alto Ádige, província de Trento, com cerca de 203 habitantes. Estende-se por uma área de 1 km², tendo uma densidade populacional de 203 hab/km². Faz fronteira com Montagne, Villa Rendena, Vigo Rendena.